# Amazonas-Sumpfratte
Die Amazonas-Sumpfratte (Holochilus sciureus) ist ein Nagetier in der Familie der Wühler, das in Südamerika vorkommt.

## Merkmale
Die Art zählt mit einer Kopf-Rumpf-Länge von 123 bis 193 mm und eine Schwanzlänge von 115 bis 178 mm zu den kleineren Vertretern der Gattung Sumpfratten. Sie hat 35 bis 46 mm lange Hinterfüße. Zwei Exemplare wogen 80 bzw. 168 g. Das lange und weiche Fell der Oberseite wird aus gelbbraunen, orangebraunen und schwarzen Haaren gebildet, was ein gesprenkeltes Aussehen erzeugt. An den Körperseiten fehlen die schwarzen Haare, so dass die orange Tönung deutlicher hervorscheint. Auf der Unterseite ist das Fell hellorange bis weiß. Bei Jungtieren ist die Oberseite dunkler und die Unterseite einheitlich weiß. Auf dem Schwanz kommen nur wenige Haare vor. Die Amazonas-Sumpfratte hat relativ kurze Vibrissen, die nur kurz vor die Ohrspitzen reichen, wenn sie zurückgebogen werden. Wie bei anderen Sumpfratten sind zwischen den Zehen der Hinterfüße Schwimmhäute vorhanden und es kommt ein robuster Schädel vor. Der diploide Chromosomensatz der Art wird aus 55 oder 56 Chromosomen gebildet.

## Verbreitung
Das Verbreitungsgebiet der Art liegt im Amazonasbecken im Norden Brasiliens, in der Region Guyanas sowie in angrenzenden Gebieten Venezuelas, Kolumbiens, Ecuadors, Perus und Boliviens. Die Amazonas-Sumpfratte lebt in offenen Landschaften mit vereinzelten Bäumen und Büschen außerhalb oder am Rande der Regenwälder. Sie kann auf Grasflächen, in Sümpfen oder auf Feldern angetroffen werden. Dabei sucht sie die Nähe von Flüssen.

## Lebensweise
Dieses Nagetier ist, soweit bekannt, nachtaktiv. Das Schwimm- und Klettervermögen ist sehr gut ausgeprägt. Zur Nahrung zählen verschiedene Pflanzenteile wie Blätter, Stängel und Samen sowie in Landwirtschaftsgebieten Gemüse. Die Fortpflanzung kann zu allen Jahreszeiten erfolgen. Die Amazonas-Sumpfratte baut ein Nest aus Blättern und Gras, das bei Hochwasser in den höheren Bereichen von Bäumen und Büschen liegt. Die Fortpflanzung kann zu allen Jahreszeiten erfolgen und pro Wurf werden bis zu 8 Nachkommen geboren. Nach Abschluss der Säuglingszeit brauchen Männchen zwei bis drei Monate zur Geschlechtsreife.

## Bedrohung
Die Amazonas-Sumpfratte wird sehr häufig angetroffen und es liegen keine Bedrohungen vor. Sie wird von der IUCN als „nicht gefährdet“ (least concern) gelistet.